# Kinds kontrakt
för kontraktet i Linköpings stift som fanns fram till 1992, se Kinds kontrakt, Linköpings stift
Kinds kontrakt var ett kontrakt i Göteborgs stift inom Svenska kyrkan i Västra Götalands län. Kontraktet utökades och namnändrades 2018  till Marks och Kinds kontrakt.
Kontraktets församlingar låg inom kommunerna Svenljunga samt Tranemo och till viss del inom Borås, i huvudsak motsvarande det historiska Kinds härad.
Kontraktskod var 0812.

## Administrativ historik
Kontraktet omfattade från början av 1800-talet:
- Ambjörnarps församling som 2014 uppgick i Tranemo församling
- Dalstorps församling
- Dannike församling som 2014 uppgick i Länghems församling
- Finnekumla församling som 2006 uppgick i Åsundens församling som 2010 överfördes till Redvägs kontrakt och Skara stift
- Grönahögs församling som 2006 uppgick i Åsundens församling som 2010 överfördes till Redvägs kontrakt och Skara stift
- Gällstads församling som 2002 uppgick i Gällstad och Södra Säms församling som 2006 uppgick i Åsundens församling som 2010 överfördes till Redvägs kontrakt och Skara stift
- Hillareds församling som 2006 uppgick i Sexdrega församling
- Holsljunga församling som 2014 uppgick i Mjöbäck-Holsljunga församling
- Hulareds församling som 2010 uppgick i Dalstorps församling
- Håcksviks församling som 2006 uppgick i Kindaholms församling
- Kalvs församling som 2006 uppgick i Kindaholms församling
- Ljungsarps församling som 2010 uppgick i Dalstorps församling
- Ljushults församling som 2006 uppgick i Sexdrega församling
- Länghems församling,
- Marbäcks församling som 2006 uppgick i Åsundens församling som 2010 överfördes till Redvägs kontrakt och Skara stift
- Mjöbäcks församling som 2014 uppgick i Mjöbäck-Holsljunga församling
- Mossebo församling som 2014 uppgick i Tranemo församling
- Månstads församling som 2014 uppgick i Länghems församling
- Mårdaklevs församling som 2006 uppgick i Kindaholms församling
- Nittorps församling som 2010 uppgick i Dalstorps församling
- Redslareds församling som 2006 uppgick i Svenljungabygdens församling
- Revesjö församling som 2006 uppgick i Svenljungabygdens församling
- Roasjö församling som 2006 uppgick i Sexdrega församling
- Sexdrega församling
- Sjötofta församling som 2014 uppgick i Tranemo församling
- Svenljunga församling som 1992 uppgick i Svenljunga-Ullasjö församling som 2006 uppgick i Svenljungabygdens församling
- Södra Åsarps församling som 2014 uppgick i Länghems församling
- Södra Säms församling som 2002 uppgick i Gällstad och Södra Säms församling som 2006 uppgick i Åsundens församling som 2010 överfördes till Redvägs kontrakt och Skara stift
- Tranemo församling
- Tvärreds församling som 2006 uppgick i Åsundens församling som 2010 överfördes till Redvägs kontrakt och Skara stift
- Ullasjö församling som 1992 uppgick i Svenljunga-Ullasjö församling som 2006 uppgick i Svenljungabygdens församling
- Älvsereds församling som 1971 överfördes till Falkenbergs kontrakt
- Ölsremma församling som 2010 uppgick i Dalstorps församling
- Örsås församling som 2006 uppgick i Svenljungabygdens församling
- Östra Frölunda församling som 2006 uppgick i Kindaholms församling

Kontraktet består sedan 1 januari 2014 av ett enda pastorat, kallat Kinds pastorat.